# Monumento castrejo de Santa Maria de Galegos

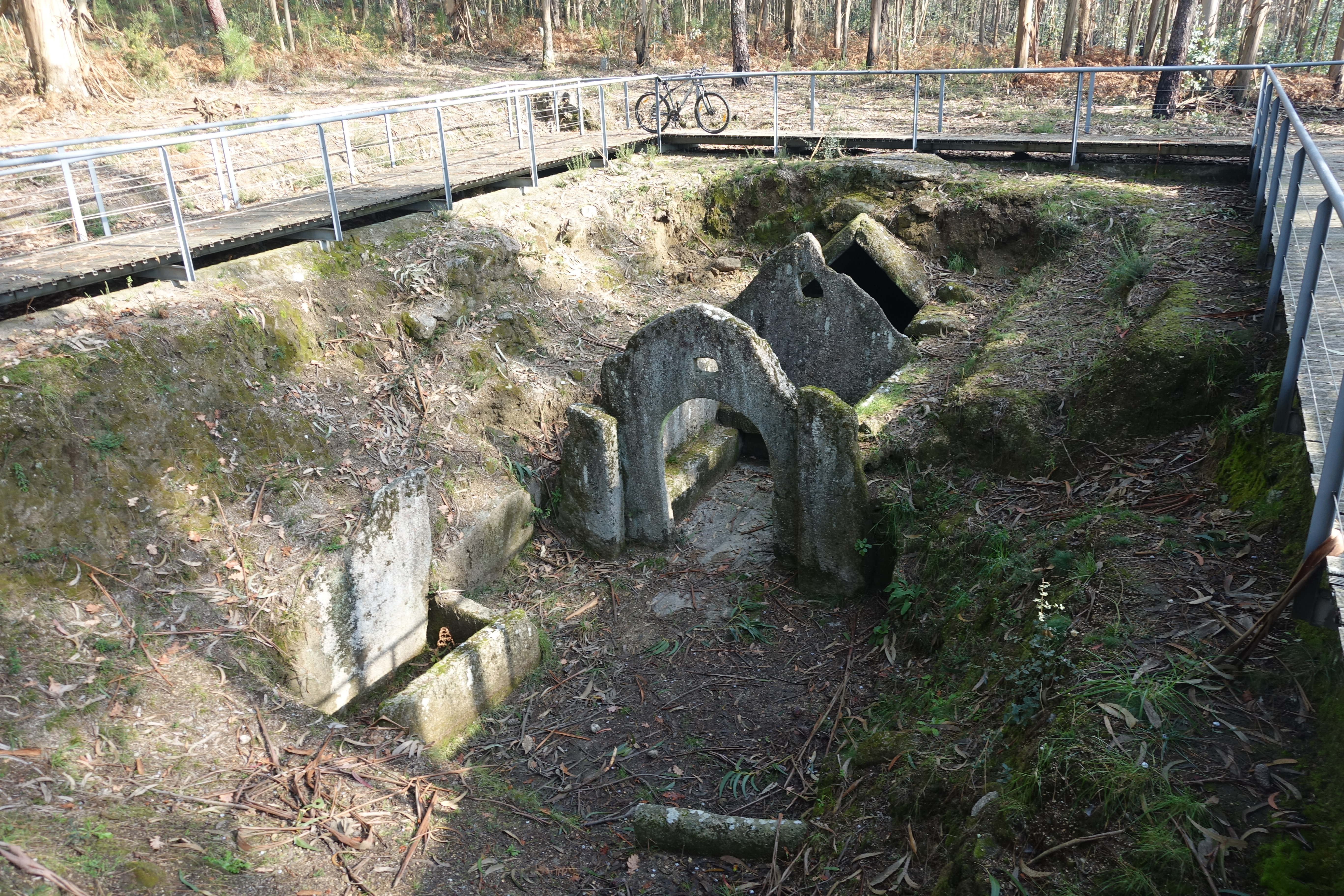

O Forno Castrejo, ou Monumento castrejo, localiza-se no sopé do Monte do Facho, na freguesia de Galegos Santa Maria, município de Barcelos, distrito de Braga, em Portugal.
Encontra-se classificado como Monumento Nacional  desde 1986.

## História
Remonta à Idade do Ferro, tendo sido descoberto na década de 1970.

## Características
É um monumento com um forno destinado a banhos. Os balneários para práticas do tipo "sauna", realizavam-se com vapor, produzido por pedras aquecidas pelo fogo, seguidos de banhos de água fria.

## Galeria de imagens

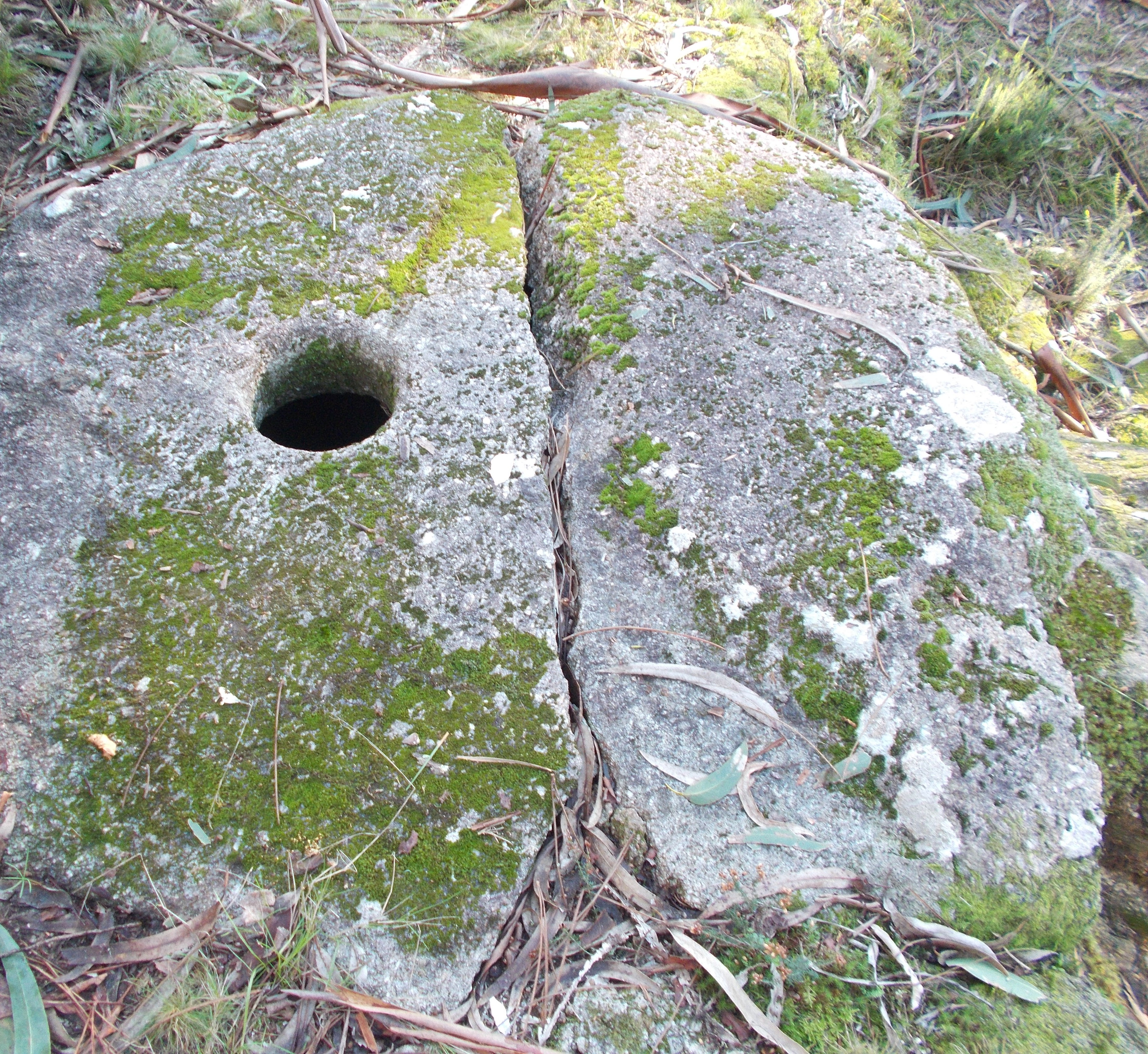
Chaminé do forno
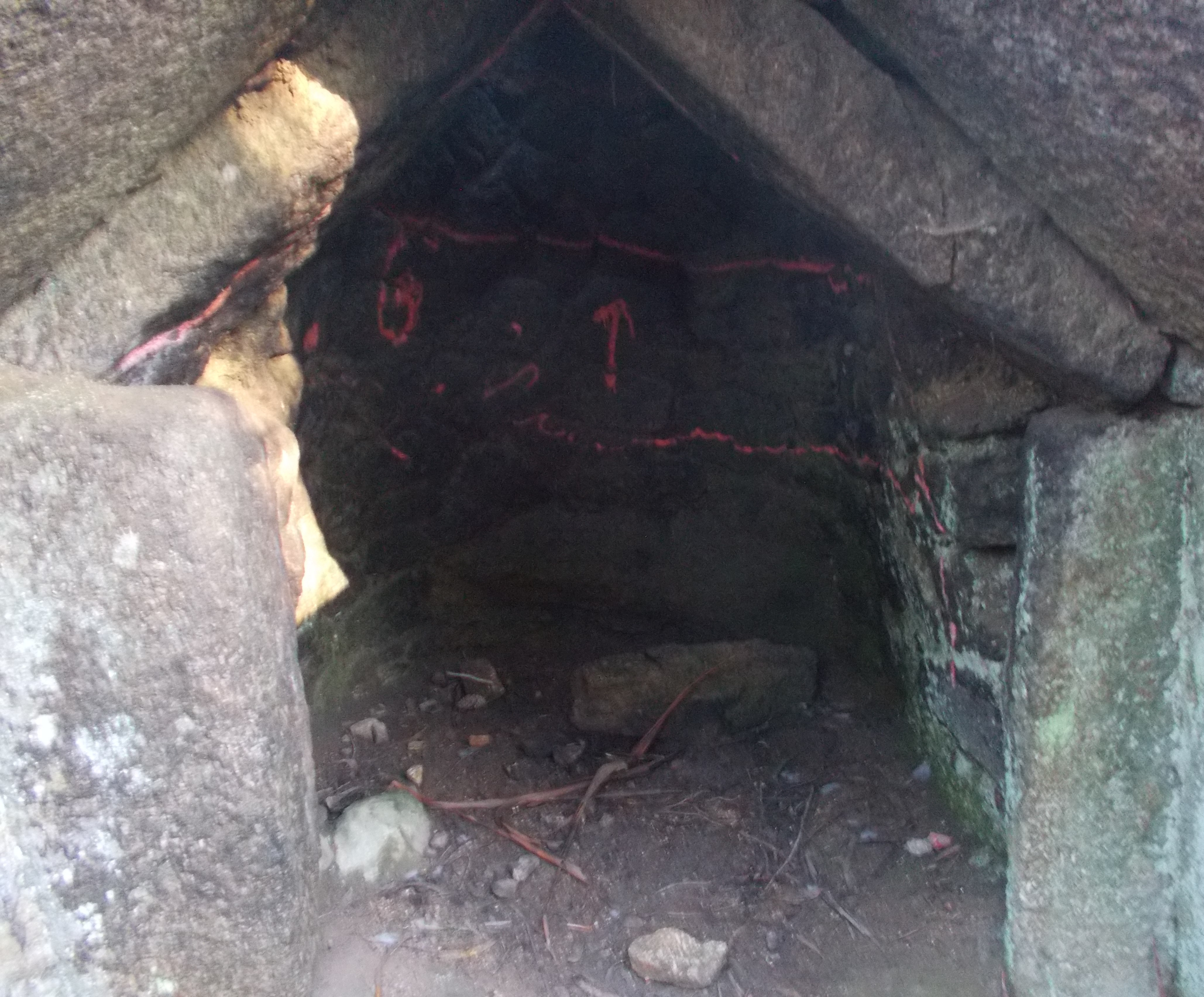
Forno
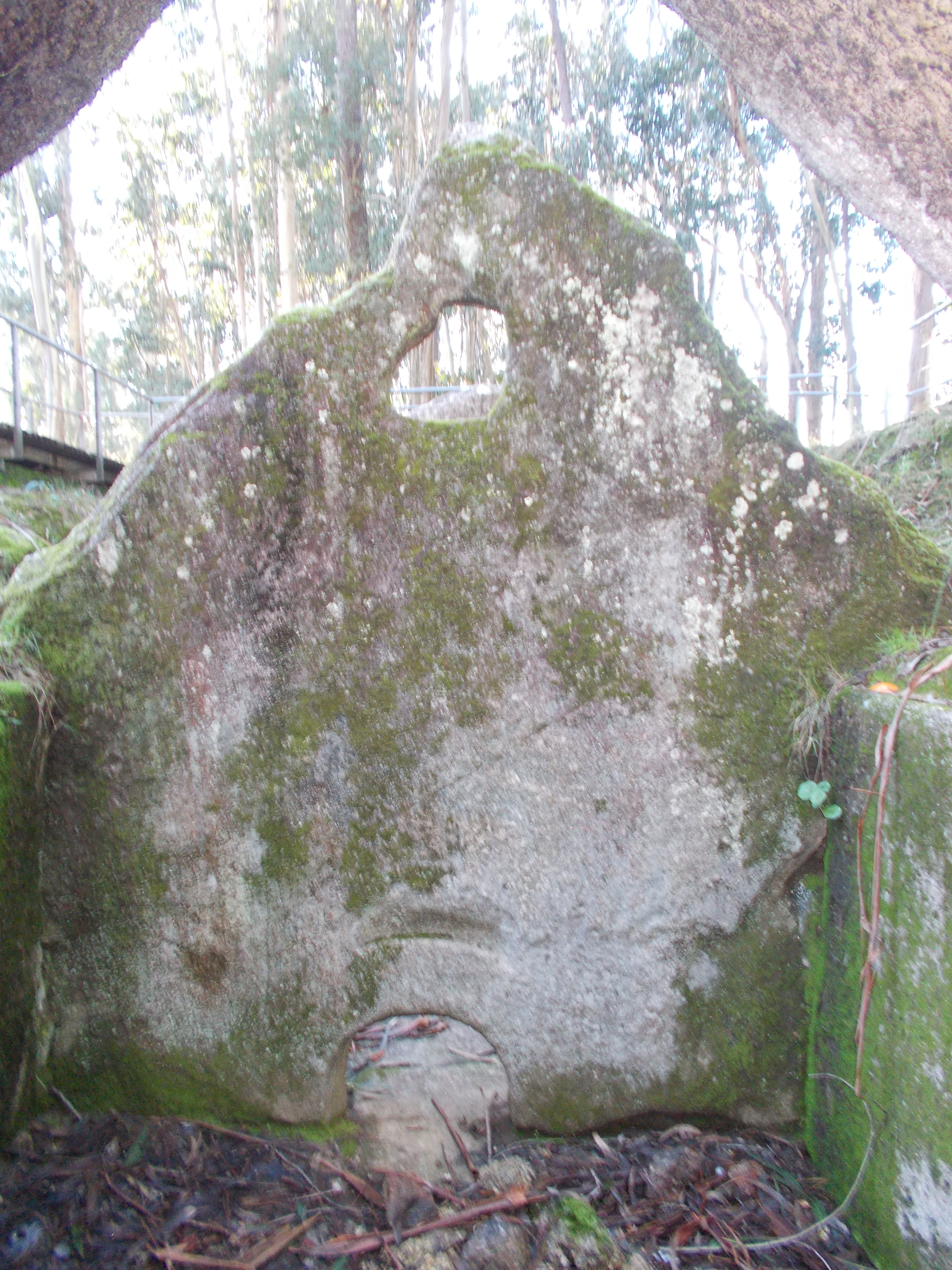
Verso da Pedra Formosa
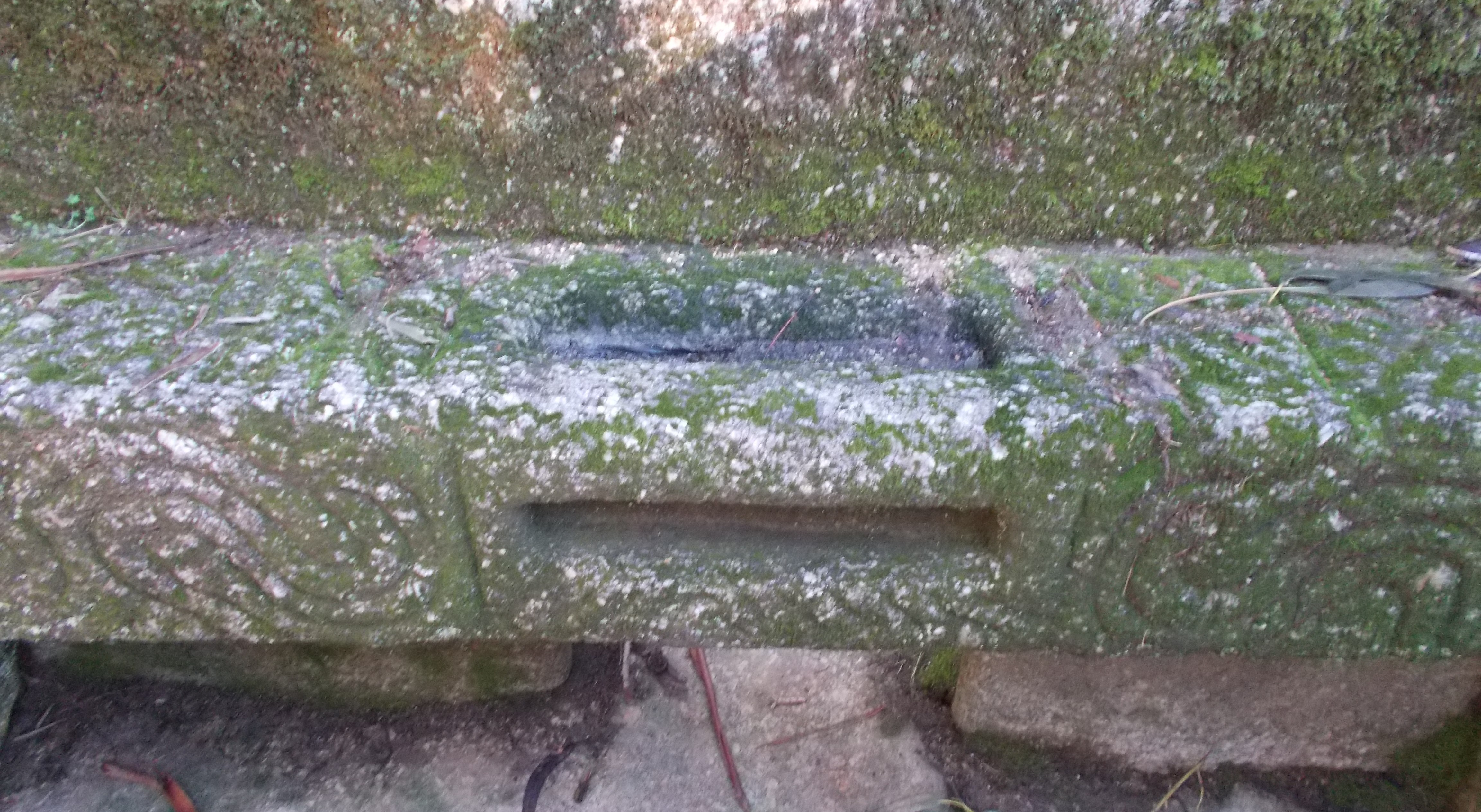
Gravuras da Pedra Formosa
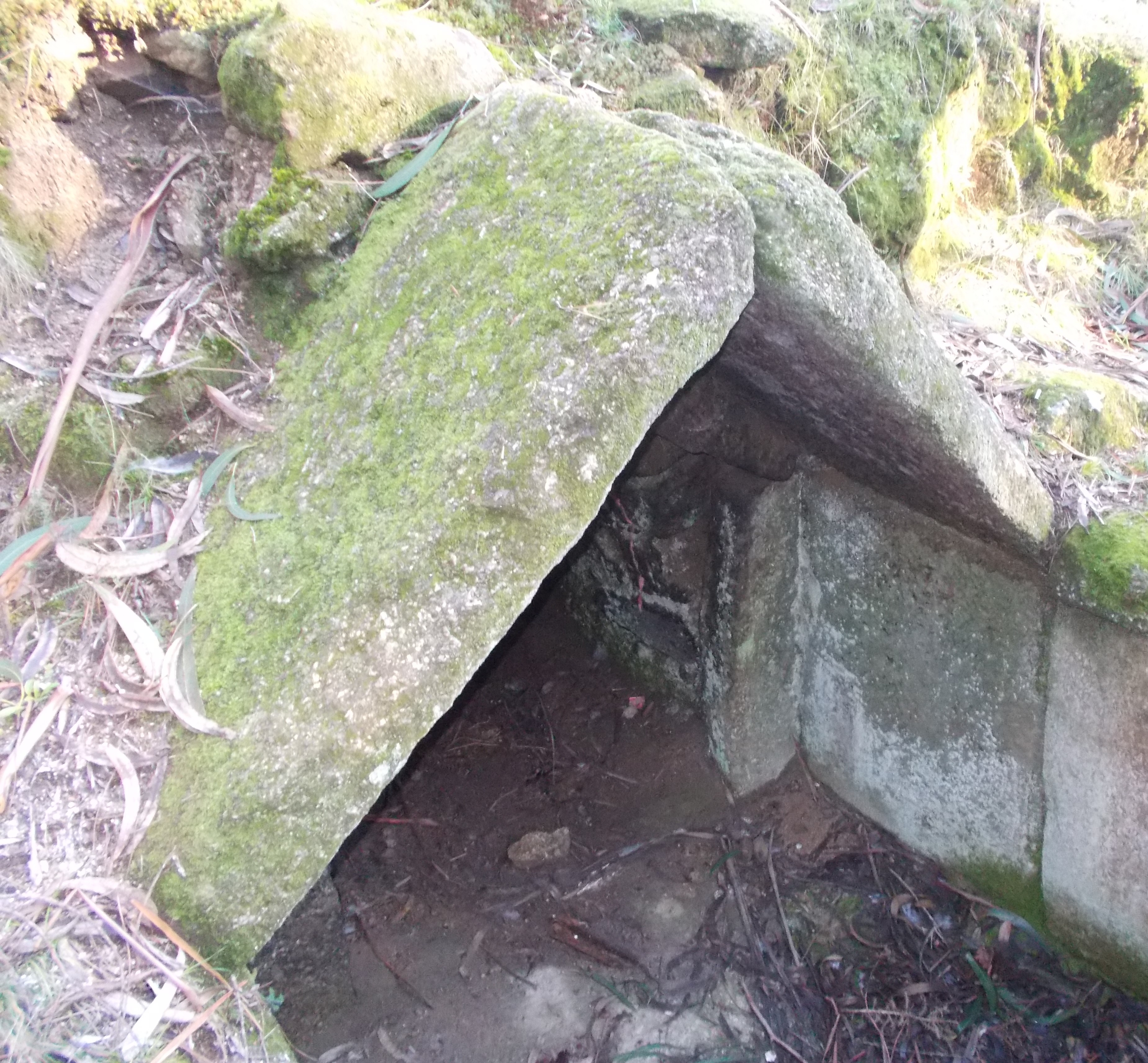
Cobertura do sauna